# DXPC
O DXPC (acrónimo para o nome em inglês Differential X Protocol Compressor) é um compressor do protocolo do sistema gráfico X Window que permite aumentar o seu desempenho em redes com baixa largura de banda (como ligações dial-up, por exemplo). Este compressor utiliza o algortimo de compressão LZO nas extremidades.